# CODLAG
디젤 일렉트릭·가스터빈 복합추진 방식(영어: COmbined Diesel-eLectric And Gas Turbine, CODLAG)는 선박의 추진 방식의 일종이다. 저속 순항시에는, 디젤 일렉트릭 방식에 의한 전기 추진을 사용하며 고속에서는 가스터빈에 의한 기계 구동도 병행하여 추력을 얻는 방식이다.

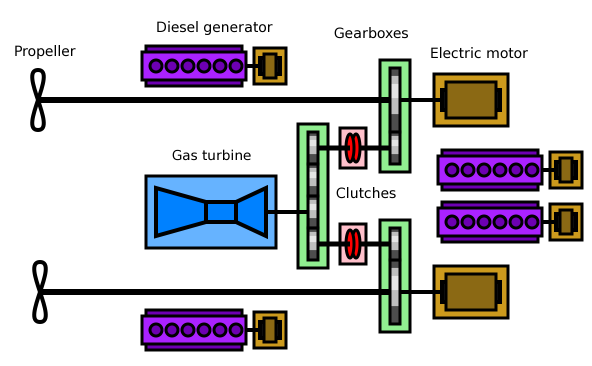
CODLAG의 모식도.

저속 순항시에 디젤 엔진, 고속에서는 가스터빈을 병용한다는 점에서는 디젤 가스터빈 복합추진(CODAG)방식이 있는데, 이 방식의 경우는 엔진의 특성이 너무 다르기 때문에, 양자를 병용하기 위한 기어박스의 설계가 매우 어렵고 복잡해진다는 문제가 있다. 이 문제를 해결하기 위해 병용을 포기하고 양자를 바꾼 CODOG방식도 존재한다.
이에 비해 CODLAG방식의 경우 디젤 엔진을 전기 추진으로 이용하기 위한 전력을 발전하는 발전기로 사용, 사이에 발전기를 개입시킴으로써, 디젤 엔진과 가스터빈의 회전특성 차이를 흡수하여, 기어박스 설계를 단순화할 수 있다.
하지만 발전기를 통해서도 회전특성의 차이는 완전히 흡수할 수 있는 것이 아니므로 기어박스의 설계는 나름대로 복잡해진다. 그래서 디젤 일렉트릭 방식과 가스 터빈 엔진을 바꾸었다 CODLOG 방식도 존재한다.
덧붙여 유사한 방식으로 COGLAG방식이 있다. 이는 CODLAG의 디젤 일렉트릭 방식 대신 가스터빈에 의한 터보 일렉트릭 방식을 이용하는 것이다.

## 채용 사례
영국 해군
- 23형 프리깃

 이탈리아 해군
- 카를로벨가급 프리깃(2대)

 독일 해군
- Baden-Württemberg급 프리깃

 대한민국 해군
- 대구급 호위함

## 같이 보기
- 디젤 엔진
- 가스터빈
- 디젤 일렉트릭 방식